# Chiesa di Santa Margherita in Santa Maria de' Ricci
La chiesa di Santa Margherita in Santa Maria dei Ricci, detta anche della Madonna dei Ricci, è un luogo di culto cattolico del centro storico di Firenze.

## Storia

### L'oltraggio alla Madonna

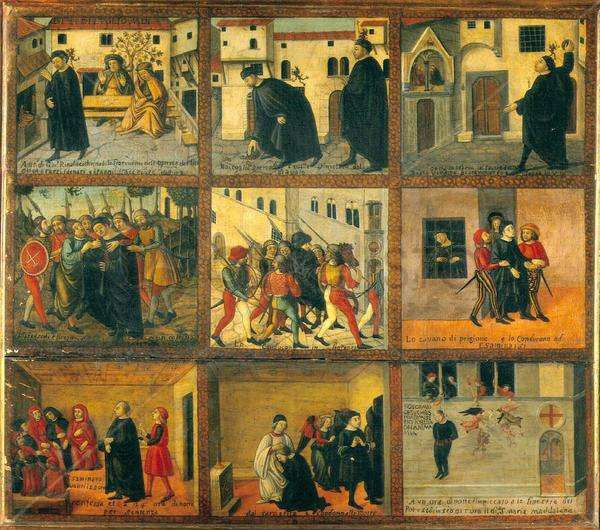
Storia di Antonio Giuseppe Rinaldeschi

La storia della chiesa e della sua fondazione prende avvio da un sacrilego atto di cronaca: il 21 luglio 1501 un certo Antonio Giuseppe Rinaldeschi, dopo aver passato la nottata presso l'Osteria del Fico nel chiasso degli Agolanti (l'attuale vicolo del Giglio), ubriaco, mezzo denudato e gonfio d'ira per aver perso una grossa somma di denaro al gioco dei dadi, barcollava per le vie attorno al Duomo imprecando e bestemmiando quando, notata un'immagine di un'Annunciazione in un vicoletto non più esistente sul fianco della chiesa di Santa Maria degli Alberighi, per rabbia raccolse dello sterco di cavallo da terra e lo lanciò contro la figura della Vergine. Alcuni cittadini che avevano assistito con disgusto alla scena decisero di denunciarlo agli Otto di Balia, che lo fece in seguito imprigionare al Bargello e processare per oltraggio. A niente valsero le suppliche e le ammissioni di pentimento del Rinaldeschi, che subì niente meno che la condanna capitale per impiccagione dalle finestre del Bargello, monito per tutti.
Tutta la storia compare dipinta a tempera in una tavola, suddivisa in nove riquadri che mostrano la fedele sequenza dei fatti. La tavola si trova ora nel Museo Stibbert.
La chiesa fu quindi fondata nel 1508, sotto il patronato della famiglia Ricci, per riparare all'offesa arrecata dal Rinaldeschi all'immagine della Madonna posta un tempo nel canto dei Ricci antistante la chiesa e per dare all'immagine adeguato riparo. Nel tabernacolo che ospitava anticamente l'affresco, è oggi una copia di esso.
La chiesa venne ristrutturata nel Seicento da Gherardo Silvani con l'aggiunta del portico (1610), quando passò ai Crociferi del "bel morire". L'interno tardo barocco è frutto della ristrutturazione realizzata nel 1769-1772 su disegno di Zanobi del Rosso.

## Descrizione

### Facciata
La facciata della chiesa è stata costruita nel XVII secolo su progetto dell'architetto fiorentino Gherardo Silvani. Separata in due ordini sovrapposti da un cornicione, presenta nella fascia inferiore un portico che si apre sulla strada con tre arcate a tutto sesto sorrette da colonne con capitelli scolpiti. Nella fascia superiore, invece, al centro, vi è la grande finestra ad arco con timpano sorretto da paraste corinzie. Il frontone, privo di decorazioni, presenta una finestrella rettangolare. 

### Interno
L'interno della chiesa è a navata unica aperta in due cappelle laterali per lato e terminante con un'abside quadrangolare coperta con volta a cupola. 

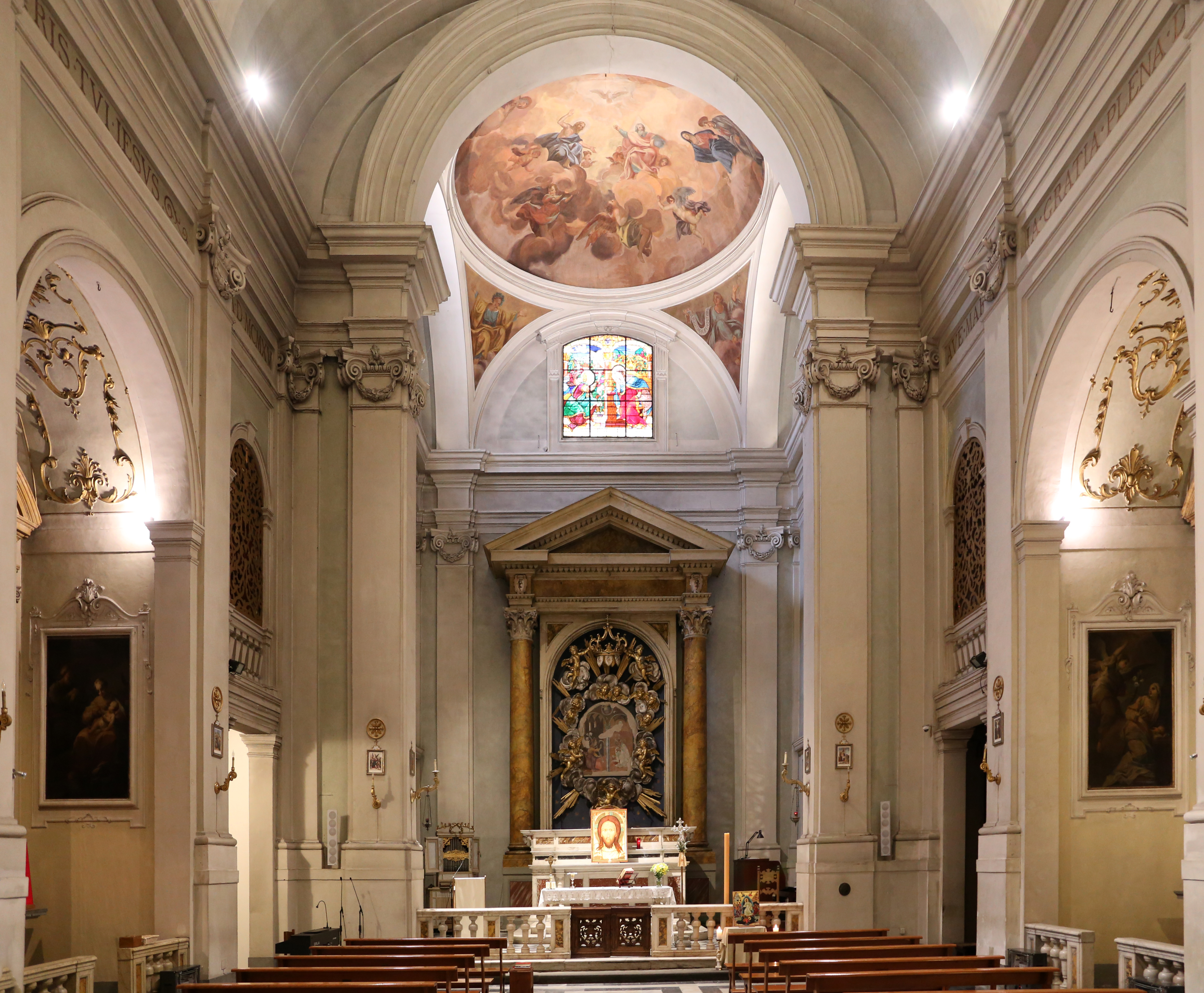
Santa Margherita in Santa Maria de' Ricci, interno.

Nella prima cappella destra è una tavola con Santa Margherita di Antiochia (sec. XIV) che dà il nome attuale alla chiesa, al centro di una tela che le fa da cornice, raffigurante la Guarigione di uno storpio, firmata da Cosimo Gamberucci e proveniente dalla chiesa di Santa Margherita e qui collocata nel 1831.
Nella seconda cappella destra è una tavola con Sant'Agostino che distribuisce ai poveri i beni della Chiesa firmata dall'alloriano Francesco Mati, del 1590-1595 circa, proveniente dalla chiesa di San Clemente in via San Gallo, di impostazione ancora cinquecentesca e con effetti coloristici cangianti ed un chiaroscuro ricco di variazioni luminose ripresi dal maestro.
Sulle pareti laterali delle cappelle Giovanni Camillo Sagrestani raffigurò alcuni Episodi della Vita della Madonna.
Il presbiterio, delimitato da una balaustra marmorea, accoglie l'altare maggiore. Questo, costituito da un'edicola terminante con timpano triangolare sorretto da due colonne corinzie, presenta al centro, entro una fastosa cornice barocca scolpita, vi è l'antico affresco quattrocentesco oltraggiato dell'Annunciazione, che comunemente si ricorda come Madonna de' Ricci. La volta dell'abside venne affrescata da Lorenzo del Moro con l'Assunzione della Vergine.
In sacrestia è conservata una grande tela con l'Eterno Padre in gloria che invia Gabriele ad annunciare Maria, che Francesco Mati dipinse tra 1602 e 1603 per incorniciare l'Annunciazione all'altare maggiore, poi rimossa nelle ristrutturazioni settecentesche.

### Organo a canne
Sulla cantoria in controfacciata, suddiviso in due corpi posti ai lati del finestrone, vi è l'organo a canne della ditta "Chichi Rosario & Figli" opus 168, costruito nel 1989 ed in seguito ampliato. Lo strumento ha un doppio sistema di trasmissione: elettrica per la consolle in presbiterio (che comanda tutte e tre le tastiere e le relative sezioni del pedale) ed elettro-meccanica per la consolle in cantoria (che comanda il Grand'Organo e l'Espressivo, relativamente seconda e terza tastiera, e il Pedale).